# Volley Näfels 2016-2017
Questa voce raccoglie le informazioni riguardanti il Volley Näfels nella stagione 2016-2017.

## Organigramma societario
Area direttiva
- Presidente: Martin Landolt

Area organizzativa
- Team manager: Ruedi Gygli
- Supervisore: Werni Lütschg
- Ufficio servizi: Dora Gygli

Area tecnica
- Allenatore: Dalibor Polák
- Secondo allenatore: Dani Müller

Area sanitaria
- Medico: Rodolfo Slongo
- Fisioterapista: Markus Stadelmann

## Rosa
| N° | Nome                  | Ruolo | Data di nascita   | Nazionalità sportiva |
| -- | --------------------- | ----- | ----------------- | -------------------- |
| 1  | Marko Vukašinović     | S     | 30 luglio 1993    | Montenegro           |
| 2  | Marco Gygli           | P     | 21 maggio 1987    | Svizzera             |
| 4  | Marco Walzer          | C     | 2 marzo 1990      | Svizzera             |
| 5  | Flavio Riedi          | S     | 11 gennaio 1996   | Svizzera             |
| 5  | Olivier Müller        | L     | 26 novembre 1992  | Svizzera             |
| 6  | Reto Giger            | P     | 5 agosto 1991     | Svizzera             |
| 8  | Manuel Sutter         | L     | 25 luglio 1988    | Svizzera             |
| 9  | Jakub Radomski        | S     | 17 marzo 1988     | Polonia              |
| 10 | Nico Süess            | S/O   | 5 marzo 1999      | Svizzera             |
| 12 | Dominik Fort          | S     | 17 settembre 1999 | Rep. Ceca            |
| 13 | Pascal Wunderle       | S     | 21 febbraio 1992  | Svizzera             |
| 14 | Samuel Ehrat          | C     | 20 aprile 1992    | Svizzera             |
| 18 | José Fabian Martínez  | S/O   | 23 aprile 1993    | Venezuela            |
| 20 | Roosewelt Vasconcelos | C     | 12 ottobre 1984   | Brasile              |

## Mercato
| Acquisti | Acquisti              | Acquisti                | Acquisti   |
| R.       | Nome                  | da                      | Modalità   |
| -------- | --------------------- | ----------------------- | ---------- |
| S        | Dominik Fort          | Ostrava                 | definitivo |
| P        | Reto Giger            | Schönenwerd             | definitivo |
| S        | Jakub Radomski        | Politechnika Warszawska | definitivo |
| C        | Roosewelt Vasconcelos | Obras Sanitarias        | definitivo |
| S        | Marko Vukašinović     | Orestiada               | definitivo |

- Nico Süess, S/O, promosso dal settore giovanile.

| Cessioni | Cessioni        | Cessioni          | Cessioni   |
| R.       | Nome            | a                 | Modalità   |
| -------- | --------------- | ----------------- | ---------- |
| S        | Kyle Friend     | -                 | ritirato   |
| S        | Bruno da Silva  | Mão de Pilão      | definitivo |
| S        | Stephen Gotch   | -                 | ritirato   |
| P        | Denis Milanez   | Einsiedeln        | definitivo |
| C        | Matthew Pollock | Fonte do Bastardo | definitivo |
| S        | Zlatko Pulko    | APOEL             | definitivo |

## Statistiche

### Statistiche di squadra
| Competizione        | Punti | In casa | In casa | In casa | In trasferta | In trasferta | In trasferta | Totale | Totale | Totale |
| Competizione        | Punti | G       | V       | P       | G            | V            | P            | G      | V      | P      |
| ------------------- | ----- | ------- | ------- | ------- | ------------ | ------------ | ------------ | ------ | ------ | ------ |
| Lega Nazionale A    | 45    | 14      | 12      | 2       | 14           | 8            | 6            | 28     | 20     | 8      |
| Coppa di Svizzera   | -     | 2       | 2       | 0       | 1            | 1            | 0            | 4      | 3      | 1      |
| Supercoppa svizzera | -     | -       | -       | -       | -            | -            | -            | 1      | 0      | 1      |
| Challenge Cup       | -     | 1       | 0       | 1       | 1            | 0            | 1            | 2      | 0      | 2      |
| Totale              | -     | 17      | 14      | 3       | 16           | 9            | 7            | 35     | 23     | 12     |

G = partite giocate; V = partite vinte; P = partite perse

### Statistiche dei giocatori
| Giocatore      | Challenge Cup | Challenge Cup | Challenge Cup | Challenge Cup | Challenge Cup |
| Giocatore      | P             | PT            | AV            | MV            | BV            |
| -------------- | ------------- | ------------- | ------------- | ------------- | ------------- |
| S. Ehrat       | 2             | 15            | 10            | 4             | 1             |
| D. Fort        | 2             | 15            | 14            | 0             | 1             |
| R. Giger       | 2             | 6             | 1             | 3             | 2             |
| M. Gygli       | 2             | 2             | 0             | 0             | 2             |
| J.F. Martínez  | 2             | 53            | 44            | 6             | 3             |
| O. Müller      | 0             | 0             | 0             | 0             | 0             |
| J. Radomski    | 2             | 12            | 8             | 3             | 1             |
| F. Riedi       | 0             | 0             | 0             | 0             | 0             |
| N. Süess       | 0             | 0             | 0             | 0             | 0             |
| M. Sutter      | 2             | 2             | 1             | 1             | 0             |
| R. Vasconcelos | 2             | 10            | 6             | 4             | 0             |
| M. Vukašinović | 2             | 36            | 26            | 9             | 1             |
| M. Walzer      | 2             | 7             | 4             | 3             | 0             |
| P. Wunderle    | 2             | 0             | 0             | 0             | 0             |

NB: Non sono disponibili i dati relativi alla Lega Nazionale A, alla Coppa di Svizzera e alla Supercoppa svizzera